# لطیف‌آباد، پاکستان
لطیف‌آباد (به انگلیسی: Latifabad) یک شهر در پاکستان است که در حیدرآباد (پاکستان) واقع شده‌است. لطیف‌آباد ۱million نفر جمعیت دارد.